# Étienne-Jules Marey

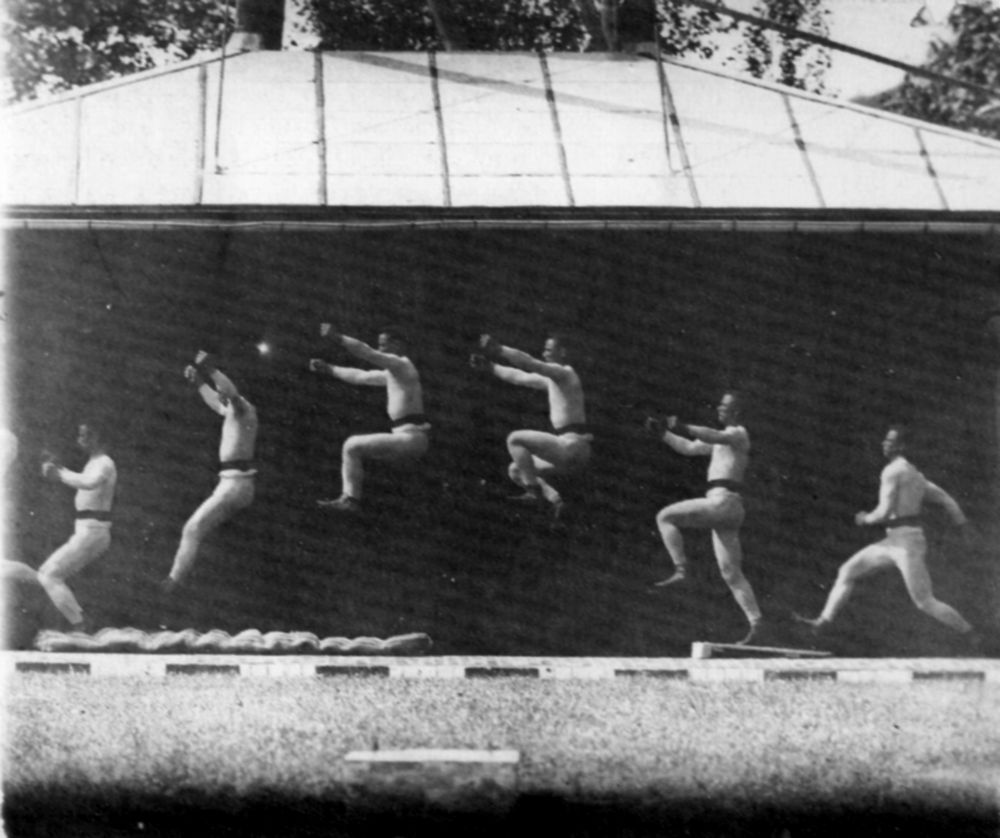
Skaczący mężczyzna na chronofotografii Mareya (1886)

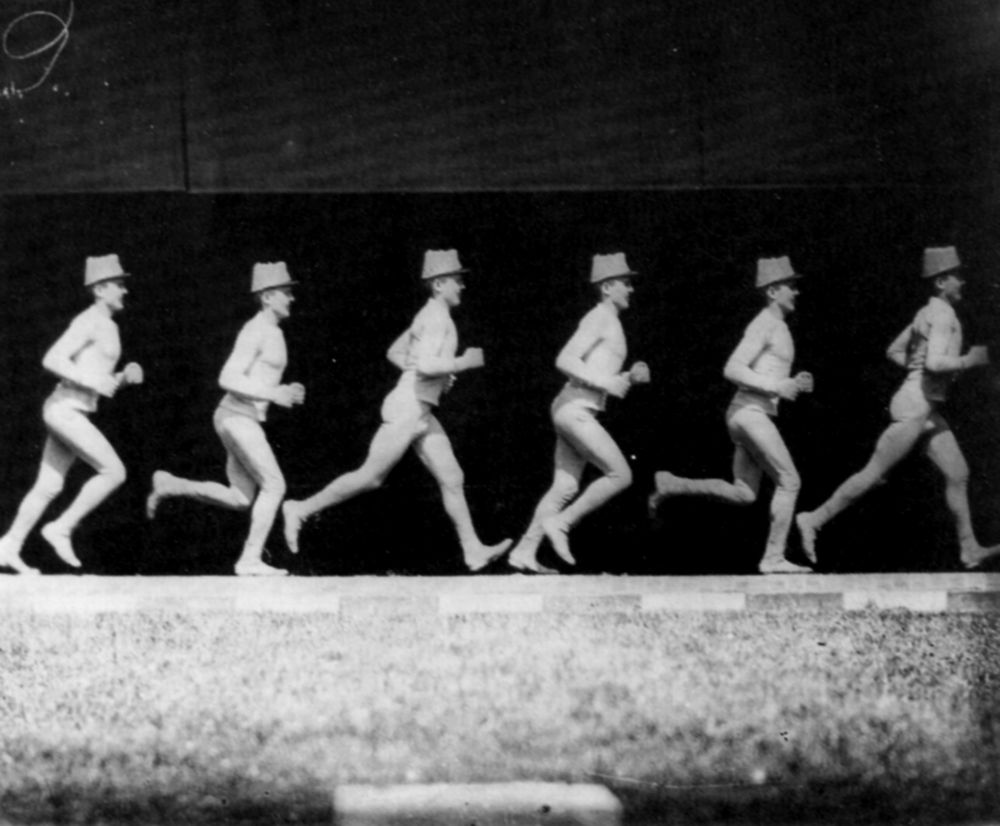
Biegnący człowiek (1883)

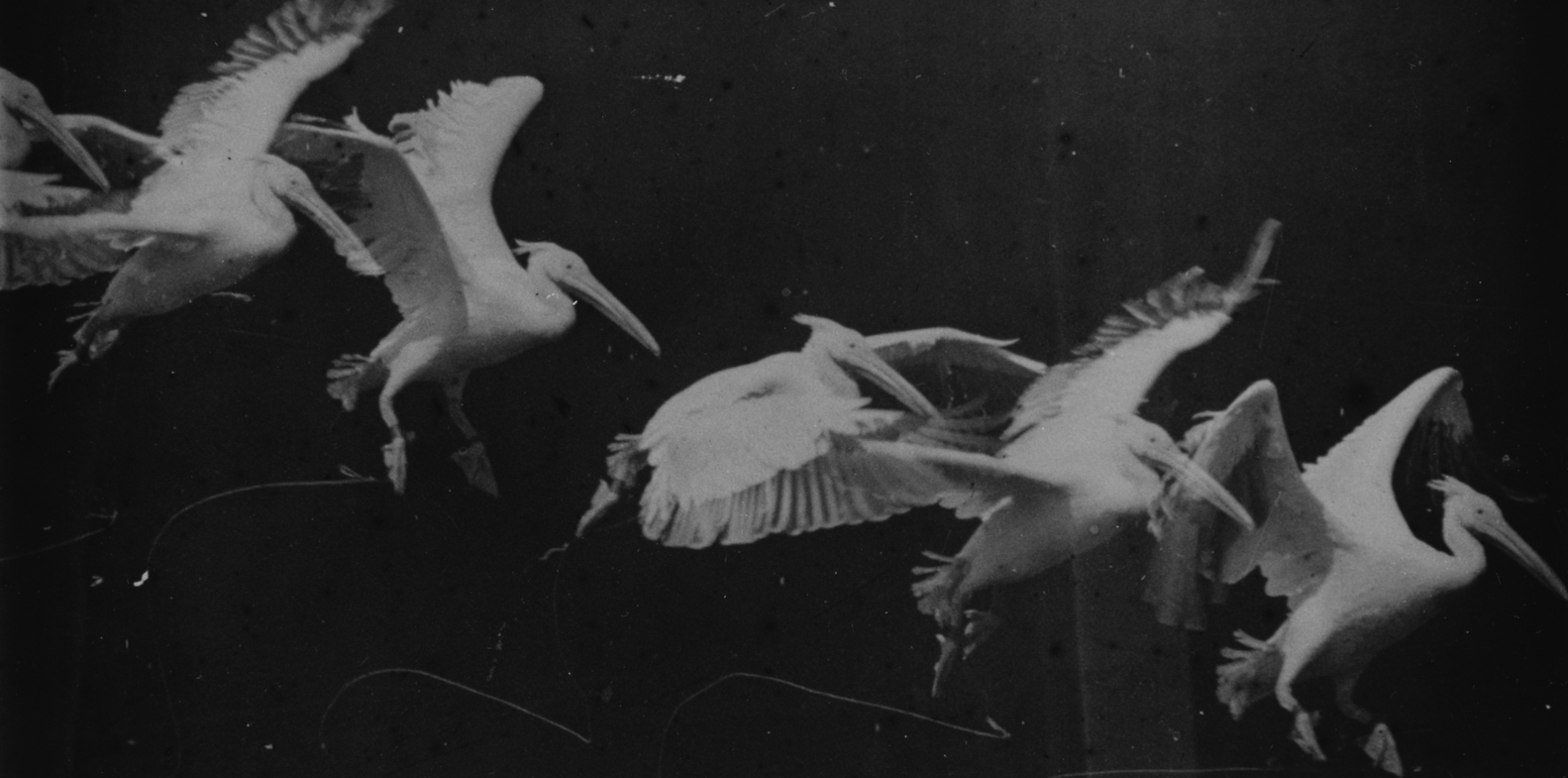
Lecący ptak (1882)

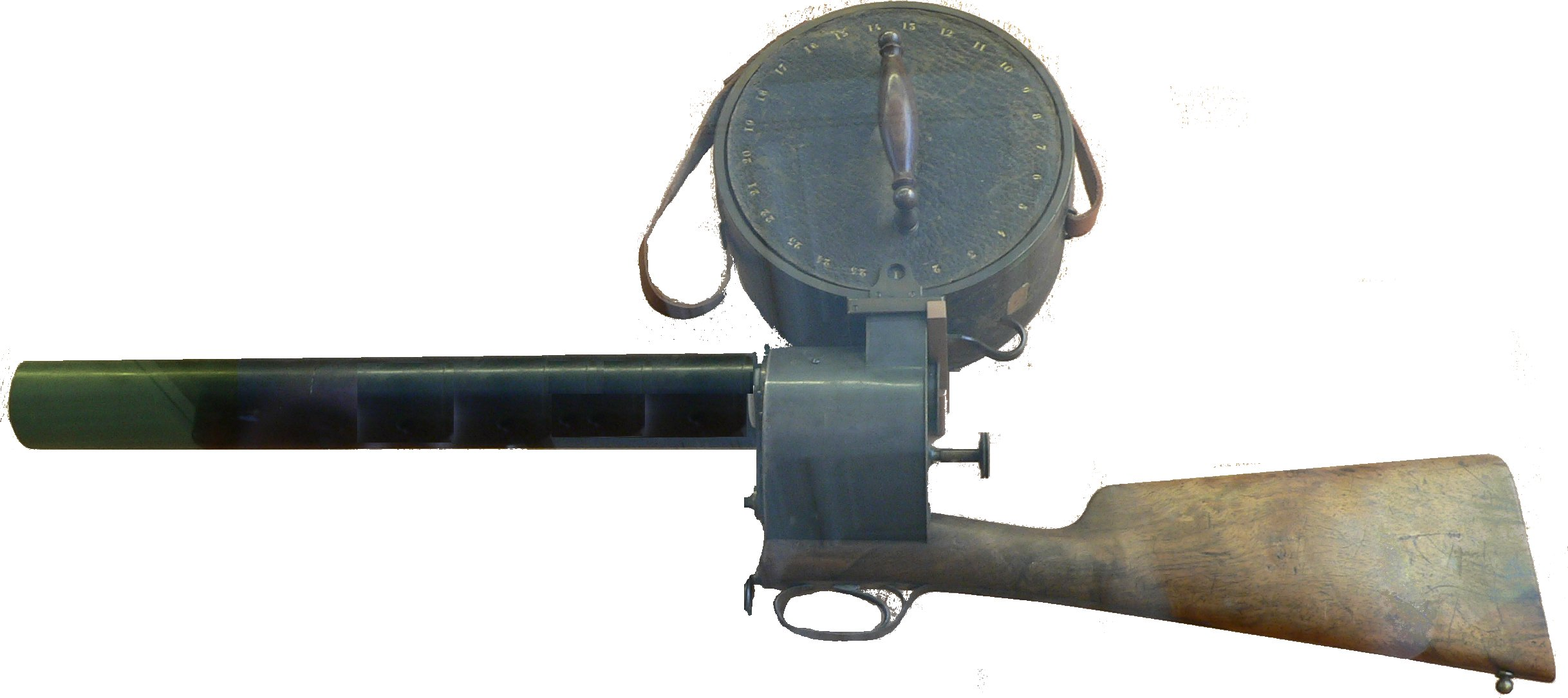
fotorewolwer skonstruowany przez Étienne-Jules Mareya

Étienne-Jules Marey (ur. 5 marca 1830 w Beaune, zm. 15 maja 1904 w Paryżu) – francuski naukowiec, fizjolog, fotograf (pionier chronofotografii). Zajmował się badaniem krążenia krwi i oddychania. Wynalazł szereg urządzeń pomiarowych, w tym sfigmograf. 
Od 1849 studiował w Paryżu medycynę, a po zakończeniu nauki wybrał drogę naukowca, a nie lekarza praktyka. Około 1860 roku opracował sfigmograf, który tworzył graficzny zapis ludzkiego tętna. Zainteresowany problemem ruchu, zajął się udoskonalaniem techniki jego zapisu, opracowanej przez Eadwearda Muybridge'a i opublikowanej w 1887 roku w 11-tomowym dziele Animal locomotion. Po spotkaniu z Muybridge'em, na przełomie lat 1881 i 1882 Marey skonstruował swój pierwszy tzw. fotorewolwer (fusil photographique), wykonującą na szklanym dysku dwanaście zdjęć na sekundę. W lecie 1882 ze swoimi eksperymentami przeniósł się do Station Physiologique – laboratorium w Lasku Bulońskim – i rozwijał swoje badania nad chronofotografią. Na jednej płycie w stałych odstępach czasu rejestrował ruch jakiegoś obiektu. Stosowana przez niego metoda była zatem inna od tej przyjętej przez Muybridge'a – zamiast rejestracji każdej sekwencji ruchu osobnym aparatem na oddzielnej kliszy, Marey wszystkie ujęcia zapisywał na jednej. Początkowo fotografował ubranego na biało żołnierza na czarnym tle, wykonującego ćwiczenia gimnastyczne, a potem także różne rodzaje ruchu innych ludzi oraz zwierząt i przedmiotów. W 1888 szklaną płytę zastąpił papierowym negatywem. Jego prace, z których część była wprowadzana w ruch za pomocą zoetropu, były prezentowane w 1889 w Paryżu na wystawie światowej. Jakkolwiek sam Marey nie był zainteresowany tworzeniem iluzji ruchu, jego prace wywarły wpływ na działalność Thomasa Edisona czy braci Lumière. Badania Mareya wzbudziły zainteresowanie także wśród artystów, zwłaszcza kubistów i futurystów. Marcel Duchamp zainspirował się nimi tworząc swój obraz Akt schodzący po schodach nr 2 (1912).
W 1894 stworzył w Lasku Bulońskim niemy film Falling Cat.
Członek Collège de France, Francuskiej Akademii Nauk i Société française de photographie. Autor ponad trzystu artykułów i siedmiu książek.

## Publikacje
- Physiologie médicale de la circulation du sang: Basée sur l'étude graphique des mouvements du coeur et du pouls artériel avec application aux maladies de l'appareil circulatoire, Paris: Delahaye, 1863 .
- Du mouvement dans les fonctions de la vie: Leçons faites au Collège de France, Paris: Baillière.
- La Machine animale: Locomotion terrestre et aérienne, Paris: Germer Baillière, 1873.
- La méthode graphique dans les sciences expérimentales et principalement en physiologie et en médecine, Paris: G. Masson, 1878.
- Le mouvement, Paris: G. Masson, 1894.